# エスタディオ・カルロス・タルティエレ
エスタディオ・カルロス・タルティエレ（Estadio Carlos Tartiere）は、スペイン・アストゥリアス州オビエドにあるレアル・オビエドのサッカー専用スタジアム。収容人数30,500人は、スペイン国内で17番目の規模を誇っている。

## 国際試合
| 日付          | 対戦国                   | スコア | 大会                        | 観客数   |
| ------------- | ------------------------ | ------ | --------------------------- | -------- |
| 2001年6月2日  | ボスニア・ヘルツェゴビナ | 4–1    | 2002 FIFAワールドカップ予選 | 28,000人 |
| 2007年9月12日 | ラトビア                 | 2–0    | UEFA EURO 2008予選          | 26,000人 |
| 2015年9月15日 | スロバキア               | 2–0    | UEFA EURO 2016予選          | 24,000人 |

## ギャラリー
- 全体
- 全体2
- 正面
- 外観
- ビルバオ戦 (2011年)
- ラシン・フェロル戦 (2015年)